# Viareggio
Viareggio /via'rɛʤ:o/ je italské město v toskánské provincii Lucca, 22 km západně od hlavního města provincie, na Tyrhénském moři. Obec má rozlohu 32 km² a zhruba 63 300 obyvatel. Je to největší město Versilie, pobřežní zóny mezi Pisou a La Spezií.

## Historie
V 11. století zde postavila města Lucca a Janov kastel, který sloužil k obranným účelům – zejména proti nedalekému městu Pisa. Kastel získal název Via Regis (v překladu Královská silnice). V 16. století byla postavena také strážní věž Torre Matilde a kostel San Pietro. V tomto období bylo městečko součástí republiky Lucca a jediným jejím přístavem. V 18. století bylo odvodněno bažinaté okolí a město samotné se začalo rozvíjet jako oblíbené letní sídlo obyvatel okolních vnitrozemských měst. Růst města a počtu obyvatel výrazně podpořil rozvoj turistiky, který je zde patrný již od konce 19. století.

## Kultura
Od roku 1873 se ve městě koná vyhlášený karneval, v jeho rámci se pořádá soutěž juniorských fotbalových týmů Torneo di Viareggio. Uděluje se zde také literární cena Premio letterario Viareggio Répaci, založená roku 1929.

## Vývoj počtu obyvatel
Počet obyvatel

## Osobnosti města
- Pauline Bonaparte (1780–1825), sestra Napoleona Bonaparte
- Giacomo Puccini, (1858–1924), operní skladatel
- Inigo Campioni (1878–1944), admirál a senátor
- Mario Monicelli (1915–2010), režisér a scenárista
- Stefania Sandrelli (* 1946), herečka
- Marcello Lippi (* 1948), fotbalový trenér a bývalý fotbalista
- Pierluigi Collina (* 1960), bývalý mezinárodní fotbalový rozhodčí
- Davide Sanguinetti (* 1972), tenista

## Partnerská města
- Bastia, Francie

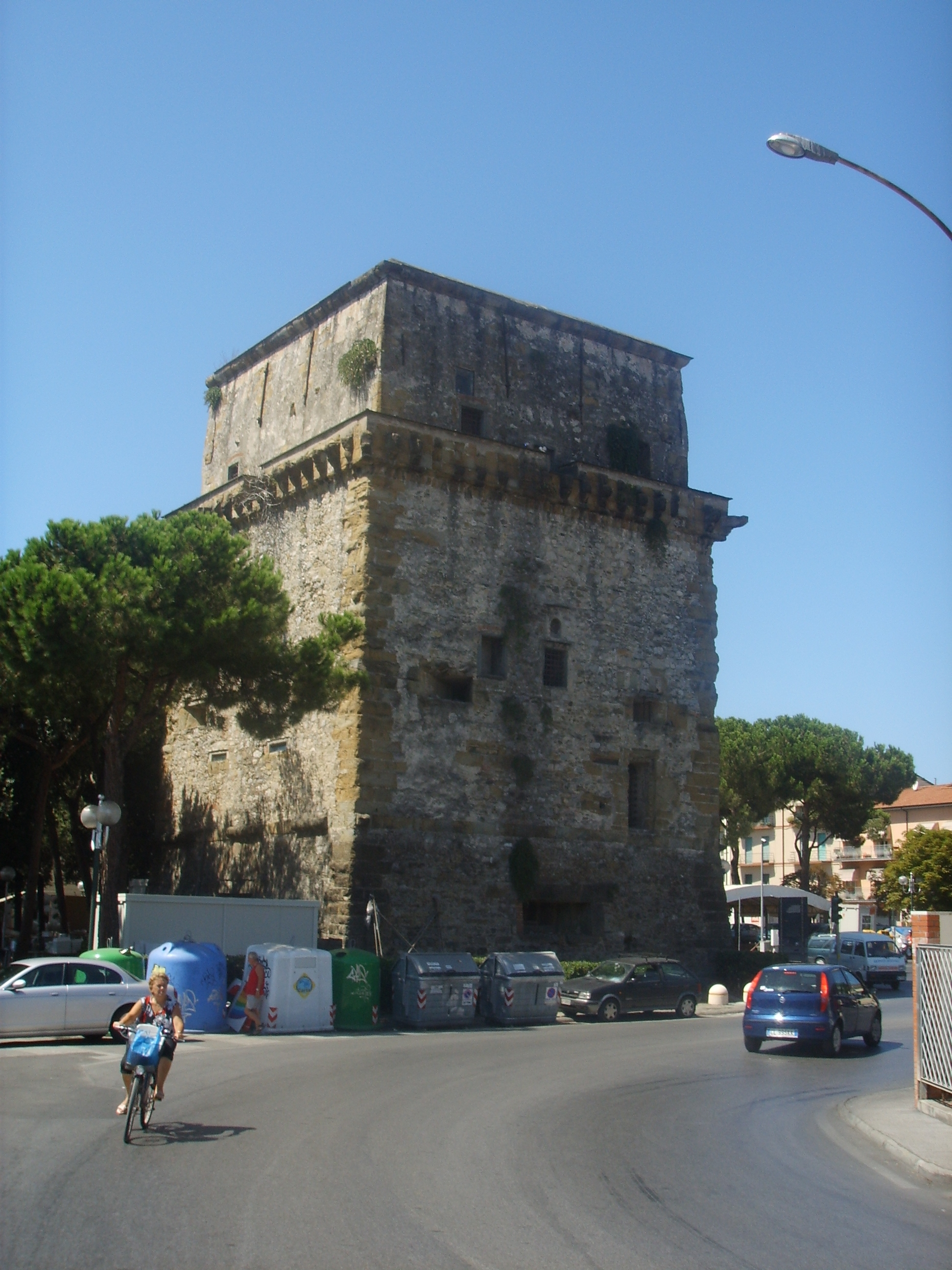
Torre Matilde

- Bridgeport, Connecticut, Spojené státy americké
- Karlovy Vary, Česko
- Kunshan, Čína
- Opole, Polsko
- Palmi, Itálie
- Pasto, Kolumbie
- San Benedetto del Tronto, Itálie